# Alfa Romeo 33 Stradale (2023)
L'Alfa Romeo 33 Stradale è un'autovettura prodotta dalla casa automobilistica italiana Alfa Romeo dal 2023.

## Contesto
Il progetto e l'ideazione della vettura ha avuto inizio nel giugno 2022 su iniziativa di Jean-Philippe Imparato, amministratore delegato di Alfa Romeo.
La costruzione di questa few-off omologata per uso stradale e realizzata insieme alla Carrozzeria Touring, è prevista in 33 esemplari, basata sulla Maserati MC20 di cui monta anche lo stesso motore "Nettuno". È stata presentata il 30 agosto 2023 in un evento stampa al museo storico Alfa Romeo di Arese.

## Descrizione
Il nome è un tributo all'omonima fuoriserie degli anni 60 del XX secolo. La vettura impiega meno di 3 secondi per accelerare da 0 a 100 km/h e la velocità massima dichiarata è di 333 km/h.

### Meccanica
La vettura è disponibile in due versioni: elettrica – una prima volta nella storia dell'Alfa Romeo per un modello di serie – ed endotermica. Quella elettrica è dotata di due motori, uno per ciascun asse, del tipo sincrono a magneto permanenti; erogano una potenza totale di 559 kW (750 CV) con circa 450 km d'autonomia e una endotermica.
La versione a benzina è alimentata da un V6 da 3,0 litri, con bancate a 90° e con lubrificazione a carter secco, dotato di un sistema a doppia candela e ad accensione con precamera di derivazione Formula 1. Il motore è alimentato da due turbocompressori e da un sistema a iniezione diretta e indiretta del carburante a 350 bar attraverso due iniettori per cilindro, per un totale di dodici. Il peso del propulsore si attesta sui 220 kg. L'unità sviluppa 620 cavalli a 7500 giri/min e una coppia di 730 N·m tra 3000 e 5500 giri/min, con il limitatore fissato a 8000 giri/min e con un rapporto di 210 CV/litro, con acceleratore elettrico del tipo drive by wire. Il motore è derivato dal V6 Nettuno montato sulla Maserati MC20.

### Telaio
Il telaio della vettura, progettato insieme alla Dallara, è realizzato in fibra di carbonio e viene costruito dalla TTA Adler ad Airola, in provincia di Benevento, dove venivano già costruite le scocche delle Ferrari LaFerrari e Alfa Romeo 4C.
La trasmissione a doppia frizione a bagno d'olio a 8 marce (con 6 rapporti di potenza e due di riposo) posizionata al retrotreno, che viene fornita dalla Tremec è la medesima della Corvette C8 ed è montata in blocco al differenziale, che è del tipo meccanico autobloccante a slittamento limitato e in opzione può essere a controllo elettronico. Tutto il gruppo cambio-motore è disposto in posizione centrale posteriore.
Meccanicamente la 33 è dotata di sospensioni con architettura a triangoli sovrapposti ad asse sterzante virtuale con ammortizzatori Bilstein a regolazione automatica elettronica e di un impianto frenante brake by wire fornito dalla Brembo con dischi in acciaio dal diametro di 380 mm davanti con pinze a 6 pistoncini e di 350 mm dietro a 4 pistoncini, con in opzione quelli in carboceramica da 390 mm e 360 mm.

### Design
Esteticamente la vettura è influenzata dall'antenata Alfa Romeo 33 Stradale e dalla concept car Alfa Romeo Sbarro Diva, caratterizzandosi per le portiere che hanno un'apertura ad ali di farfalla e per la classica griglia Alfa Romeo. Sia la carrozzeria che il fondo carenato sono stati creati per massimizzare l'efficienza e il carico aerodinamico, generando circa 100 kg di deportanza a una velocità oltre i 200 km/h.
L'abitacolo, che segue lo schema delle berlinette a motore centrale, è dotato di due soli posti, con un display da 10 pollici a cannocchiale che funge da cruscotto posto dietro il volante. Sono disponibili due allestimenti per l'abitacolo, denominati Tributo e Alfa Corse, in cui nel primo gli interni sono rifiniti in pelle e alluminio, mentre nell'altro in fibra di carbonio e Alcantara.